# Amt Ingweiler

Wappen der Herrschaft Lichtenberg

Wappen der Grafschaft Zweibrücken-Bitsch

Wappen der Grafschaft Hanau-Lichtenberg seit 1606

Wappen der Landgrafschaft Hessen-Darmstadt

Das Amt Ingweiler war ein Amt der Herrschaft Lichtenberg, später der Grafschaft Hanau-Lichtenberg, von der es an die Landgrafschaft Hessen-Darmstadt überging.

## Geschichte
Das spätere Amt Ingweiler war zunächst Bestand des Amtes Buchsweiler, als dieses sich im 13. Jahrhundert in der Herrschaft Lichtenberg bildete. Aufgrund des großen Gebietszuwachses der Herrschaft in der ersten Hälfte des 14. Jahrhunderts wurde das Amt Buchsweiler um 1330 geteilt und das Amt Ingweiler ausgegliedert. Zu Beginn des 15. Jahrhunderts wurde dann das Amt Neuweiler aus dem Amt Ingweiler ausgegliedert.
Elisabeth von Lichtenberg (* 1444; † 1495) war als Tochter von Ludwig V. von Lichtenberg (* 1417; † 1474) eine von zwei Erbtöchtern mit Ansprüchen auf die Herrschaft Lichtenberg. Sie heiratete Simon IV. Wecker von Zweibrücken-Bitsch. Nach dem Tod des letzten Lichtenbergers, Jakob von Lichtenberg, eines Onkels von Elisabeth, erbten sie und die Erben ihrer vorverstorbenen Schwester, Anna von Lichtenberg, 1480 die Herrschaft Lichtenberg je zur Hälfte. Die Herrschaft wurde geteilt und das Amt Ingweiler dem Teil des Erbes zugeschlagen, der an Zweibrücken-Bitsch fiel. Allerdings kam es 1570 zu einem weiteren Erbfall, der auch das Amt Ingweiler zur Grafschaft Hanau-Lichtenberg brachte: Graf Jakob von Zweibrücken-Bitsch (* 1510; † 1570) und sein schon 1540 verstorbener Bruder Simon V. Wecker hinterließen nur jeweils eine Tochter als Erbin. Die Tochter des Grafen Jakob, Margarethe (* 1540; † 1569), war mit Philipp V. von Hanau-Lichtenberg (* 1541; † 1599) verheiratet. Zu dem sich aus dieser Konstellation ergebenden Erbe zählte auch die zweite, nicht bereits durch Hanau-Lichtenberg regierte Hälfte der ehemaligen Herrschaft Lichtenberg und darin auch das Amt Ingweiler.
Zeitweilig waren Lichtenberg, Reipertsweiler, Schmalenthal und Bärenthal (Amt Lemberg), sowie der Melcher Hof, der Minzsteger Hof und die Sägemühle Reipertsweiler, der Schweighof, der Seelhof, der Vixtalerhof bei Reipertsweiler, der Leitsalthaler (Leutzenthaler) Hof und der Liesbacher Hof bei Philippsburg und die Reinhardshöfe (später eine Wüstung im Bereich Bärenthal) als eigenes Amt Lichtenberg ausgegliedert.
Mit der Reunionspolitik Frankreichs unter König Ludwig XIV. kam das Amt Ingweiler unter französische Oberhoheit. Nach dem Tod des letzten Hanauer Grafen, Johann Reinhard III. 1736, fiel das Erbe – und damit auch das Amt Ingweiler – an den Sohn seiner einzigen Tochter, Charlotte, Landgraf Ludwig (IX.) von Hessen-Darmstadt. Mit dem durch die Französische Revolution begonnenen Umbruch wurde das Amt Ingweiler Bestandteil Frankreichs und in den folgenden Verwaltungsreformen aufgelöst.
Nach einer Zählung vom Mai 1798 hatte das Amt 4.803 Einwohner.

## Bestandteile

### Gliederung
| Ort                             | Herkunft | Recht                                                                                           | Anmerkung |
| ------------------------------- | --- | ----------------------------------------------------------------------------------------------- | --- |
| Erkartsweiler                   | „Altbestand“, Voreigentümer nicht feststellbar                                                                                          | Allod                                                                                           | 1551 Teil der Mitgift bei der Heirat von Amelie von Zweibrücken-Bitsch mit Philipp I. von Leiningen-Westerburg. Seitdem gehörte es nicht mehr zum Amt Ingweiler, sondern zur Grafschaft Leiningen.                                             |
| Burg Falkenstein                | 1377 in einer Fehde von den Herren von Falkenstein gewonnen und anschließend diesen wieder als Lehen vergeben.                          | Allod                                                                                           | Als vergebenes Lehen weitgehend außerhalb der Zuständigkeit der Amtsverwaltung. |
| Füllengarten (Hof)              | |                                                                                                 | 1551 Teil der Mitgift bei der Heirat von Amelie von Zweibrücken-Bitsch mit Philipp I. von Leiningen-Westerburg. Seitdem gehörte es nicht mehr zum Amt Ingweiler, sondern zur Grafschaft Leiningen.                                             |
| Gibichweiler (Gichtweiler)      | „Altbestand“, Voreigentümer nicht feststellbar                                                                                          | Lehen des Bischofs von Metz                                                                     | Im 18. Jahrhundert eine Wüstung |
| Hüneburg                        | 1288 teilweise vom Ritter Walter von Hüneburg erworben und ihm dann zu Lehen aufgetragen, andere Teile besaßen die Lichtenberger schon. | ½ oder ganz Reichsgut sowie Rechte des Bischofs von Straßburg, ¼ kurpfälzisches Lehen           | Mitte des 15. Jhs. Bestandteil des Amtes Ingweiler, während der Zeit, als das Amt Neuweiler selbständig war: zum Amt Neuweiler. |
| Ingenheim                       | 1352 von Eberhard von Greifenstein gekauft.                                                                                             | Lehen des Bischofs von Straßburg, bei Knöpp irrtümlich als Lehen des Bischofs von Metz geführt. | vor 1272 vom Bischof von Straßburg an Lichtenberg verpfändet, dann wurde das Pfand eingelöst. |
| Ingweiler (Stadt)               | | Lehen des Bischofs von Metz                                                                     | Zu dem Lehen des Bischofs von Metz gehörten auch der Zoll und das Geleit von Straßburg zum Westrich. Ingweiler gehörte auch zur gleichnamigen Büttelei Ingweiler.                                                                              |
| Burg Ingweiler                  | | Allod                                                                                           | |
| Burg Lichtenberg                | |                                                                                                 | |
| Lichtenberg (Stadt)             | „Altbestand“, Voreigentümer nicht feststellbar                                                                                          |                                                                                                 | |
| Melch                           | 1378 im Besitz der Lichtenberger |                                                                                                 | Als Lehen von den Lichtenbergern vergeben an die von Bütlenheim (auch: Bietlenheim, Büttenheim), insoweit außerhalb der Verwaltung des Amtes Ingweiler.                                                                                        |
| Mietesheim                      | 1332 von den Landgrafen im Elsass gekauft                                                                                               | Reichslehen                                                                                     | |
| Mühlhausen                      | |                                                                                                 | Als Lehen von den Lichtenbergern vergeben an die von Uttweiler und zwar die Burg insgesamt und 1/3 des Dorfes und 1/3 des Dorfes an die von Waltenheim; insoweit außerhalb der Verwaltung des Amtes Ingweiler.                                 |
| Obersoultzbach (Obersulzbach)   | | Lehen des Bistums Metz                                                                          | |
| Off[en]weiler                   | 1456: Der Graf von Lützelstein tritt seine Rechte an Offweiler an Lichtenberg ab.                                                       | Lehen zunächst der Herzöge von Lothringen, dann des Bischofs von Straßburg                      | Ursprünglich Reichsbesitz, dann an den Herzog von Lothringen, seit 1399 zum Bistum Straßburg. |
| Reipertswiller (Reipertsweiler) | 1332 von den Landgrafen im Elsass gekauft                                                                                               |                                                                                                 | Ursprünglich altes Reichsgut |
| Rothbach                        | 1280 von Eberhard von Ettendorf gekauft.                                                                                                | Allod                                                                                           | Ursprünglich altes Reichsgut; 1551 Teil der Mitgift bei der Heirat von Amelie von Zweibrücken-Bitsch mit Philipp I. von Leiningen-Westerburg. Seitdem gehörte es nicht mehr zum Amt Ingweiler, sondern zur Grafschaft Leiningen.               |
| Schillersdorf                   | „Altbestand“ | Reichslehen                                                                                     | Ursprünglich altes Reichsgut |
| Schmalenthal (Schmohlenthal)    | |                                                                                                 | |
| Sparsbach                       | | Allod                                                                                           | Sparsbach gehörte zur Büttelei Ingweiler. 1551 Teil der Mitgift bei der Heirat von Amelie von Zweibrücken-Bitsch mit Philipp I. von Leiningen-Westerburg. Seitdem gehörte es nicht mehr zum Amt Ingweiler, sondern zur Grafschaft Leiningen.   |
| Volksberg                       | 1363 von den Herren von Byseck die Hälfte des Dorfes gekauft. Anschließend wohl ganz in Lichtenberger Besitz, 1453 dagegen nur zu 2/3   | Zu ½ zu Lichtenberg                                                                             | Mitte 15. Jh. Bestandteil des Amtes, nicht mehr am Ende des 18. Jhs. |
| Wimmenau                        | | Reichslehen oder Allod                                                                          | Ursprünglich altes Reichsgut |
| Zittersheim                     | | Allod                                                                                           | Zittersheim gehörte zur Büttelei Ingweiler. 1551 Teil der Mitgift bei der Heirat von Amelie von Zweibrücken-Bitsch mit Philipp I. von Leiningen-Westerburg. Seitdem gehörte es nicht mehr zum Amt Ingweiler, sondern zur Grafschaft Leiningen. |

### Mühlen und Einzelhöfe
Zum Amt Ingweiler gehörten weiter der Hof Schönfeld (Wüstung), die Hochberger Glashütte und der Kaminthalerhof (das ist der östlich des Fischbachs gelegene Teil des Weilers Kohlhutte), alle bei Wimmenau, der Kindsbrunnerhof (auch: Kindsbronn), der Nespler Hof bei Ingweiler.